# Raphithericles
Raphithericles är ett släkte av insekter. Raphithericles ingår i familjen Thericleidae.
Kladogram enligt Catalogue of Life:
| Raphithericles | \| \| Raphithericles cuneatus \| \| \| \| \| \| Raphithericles rotundatus \| \| \| \| |
|                | \| \| Raphithericles cuneatus \| \| \| \| \| \| Raphithericles rotundatus \| \| \| \| |
|                | Raphithericles cuneatus                                                               |
|                |                                                                                       |
|                | Raphithericles rotundatus                                                             |
|                |                                                                                       |